# Kukernag
Kukernag è una città dell'India di 4.858 abitanti, situata nel distretto di Anantnag, nel territorio del Jammu e Kashmir. In base al numero di abitanti la città rientra nella classe VI (meno di 5.000 persone).

## Geografia fisica
La città è situata a 33° 35' 05 N e 75° 18' 31 E.

## Società

### Evoluzione demografica
Al censimento del 2001 la popolazione di Kukernag assommava a 4.858 persone, delle quali 3.281 maschi e 1.577 femmine. I bambini di età inferiore o uguale ai sei anni assommavano a 441, dei quali 234 maschi e 207 femmine. Infine, coloro che erano in grado di saper almeno leggere e scrivere erano 3.053, dei quali 2.533 maschi e 520 femmine.